# Schutzstaffel
SS eller Schutzstaffel (tysk for beskyttelsesafdeling) var et nazistisk korps, der i 1925 oprettedes som Hitlers livvagt og endte med at blive et magtfuldt og stærkt militariseret ideologisk elitekorps. Korpsets første leder var Julius Schreck, men det var først med Joseph Berchtold som chef, at titlen Reichsführer-SS opstod. Fra den 6. januar 1929 blev korpsets mest kendte chef Heinrich Himmler indsat som Reichsführer-SS
På det tidspunkt var SS blot et lille korps på 300 mand, der var underlagt det meget større SA, der var ledet af Ernst Röhm. Efter De lange knives nat i 1934, hvor Ernst Röhm og andre SA-ledere blev myrdet, blev SS, der nu havde 40.000 medlemmer, løsrevet fra SA. I 1936 blev kontrollen af Gestapo overdraget til Heinrich Himmler der dernæst fik titlen chef for det tyske politi.
I 1939 oprettede Himmlers højrehånd Reinhard Heydrich RSHA, som var en paraplyorganisation for alle ikke militære efterretningsorganisationer. SS-officeren Adolf Eichmann fik ansvaret for Endlösung. Efter at krigslykken begyndte at vende for Tyskland, vidste Eichmann, at tiden var ved at rinde ud, og han begyndte at øge drabene i KZ-lejrene. Korpset blev med dets leder Heinrich Himmler opløst med 2. verdenskrigs afslutning, og mange af dets ledende medlemmer blev retsforfulgt for krigsforbrydelser. Ved Nürnbergprocessen blev organisationen som sådan erklæret kriminel.
SS var opdelt i:
- Waffen-SS (våben SS) – regulære hærenheder 1940-45, herunder Frikorps Danmark.
- Allgemeine SS (generelle SS) – uniformeret terrorkorps til at nedkæmpe oppositionen.
- Totenkopfverbände (dødningehoved-enheder) – bevogtning og administration af KZ-lejre.
- Gestapo (GEheime STAatsPOlizei) – hemmeligt politi 1933-45.

samt en masse andre afdelinger.

## Kendte medlemmer
- Heinrich Himmler
- Günter Grass
- Josef Dietrich
- Søren Kam
- Josef Mengele
- Reinhard Heydrich
- Adolf Eichmann
- Oskar Dirlewanger
- Rudolf Höss
- Ernst Kaltenbrunner
- Erich Priebke
- Karl-Otto Koch
- Theodor Eicke
- Hermann Fegelein
- Wilhelm Mohnke
- Ernst Günther Schenck
- Otto Günsche
- Heinz Linge
- Otto Skorzeny
- Werner Best
- Günther Pancke
- Carl Clauberg
- Kurt Meyer (Panzermeyer)
- Oswald Pohl
- Josef Terboven
- Hans Baur
- Peter Högl
- Wernher von Braun (æresmedlem)
- Ferdinand Porsche (æresmedlem)
- Hanns-Martin Schleyer
- Hans Juhl
- Hans Lipps